# Hilde Schulte
Hilde Schulte (* 1941) ist eine deutsche Patienten-Selbsthilfe-Funktionärin. Sie machte sich um die Akzeptanz der Patientenvertreter in der Ärzteschaft und in der Gesundheitspolitik verdient.

## Leben
Hilde Schulte arbeitete als Heimleiterin in Hannover. Im Alter von 48 Jahren erkrankte sie an Brustkrebs. Sie engagierte sich im Verein Frauenselbsthilfe nach Krebs, wo sie bald in den Landesvorstand Hessen und 1999 in den Bundesvorstand gewählt wurde. Von 2003 bis 2009 war sie Vorsitzende des Bundesverbandes. Schulte bewirkte eine Erweiterung der Tätigkeit der Frauenselbsthilfe in Richtung der Gesundheitspolitik, der Wissenschaft, der Krankenkassen und anderer Selbsthilfegruppen. Sie war als Vertreterin der Selbsthilfe Ko-Autorin der S3-Leitlinien „Brustkrebs-Früherkennung“ und „Diagnostik, Therapie und Nachsorge des Mammakarzinoms“. Schulte arbeitete im Gemeinsamen Bundesausschuss, beim Nationalen Krebsplan und in der Zertifizierungskommission für Brustzentren der Deutschen Krebsgesellschaft.
2004 wurde Schulte mit dem Bundesverdienstkreuz am Bande ausgezeichnet. 2009 erhielt sie – gemeinsam mit Gerhard Englert – für ihr Engagement für Krebspatienten den Deutsche Krebshilfe Preis. 2014 zeichnete sie die Deutsche Krebsgesellschaft auf dem Deutschen Krebskongress für ihre ehrenamtliche Tätigkeit aus. Sie ist als mehrjähriges Mitglied des wissenschaftlichen Beirats Ehrenmitglied der Deutschen Gesellschaft für Senologie.

„Dass die Krebs-Selbsthilfe bei der Ärzteschaft und in der Gesundheitspolitik heute eine so hohe Akzeptanz genießt, ist maßgeblich ein Verdienst von Hilde Schulte. Auf glaubwürdige, kompetente und hartnäckige Art hat sie alle Beteiligten im Versorgungssystem von der Notwendigkeit ihrer Anliegen überzeugt und der Patientenbeteiligung Tür und Tor geöffnet. Hilde Schulte hat damit einen unschätzbaren Dienst für viele Krebspatienten geleistet.“

„Hilde Schulte ist eine Persönlichkeit, die allein in der Geschichte schon dadurch ihren Platz gefunden hat, in dem sie Brücken gebaut hat. Nicht nur zwischen gestern, heute und morgen, sondern auch zwischen den klinischen und wissenschaftlichen Onkologen, den Qualitätssicherern und den Ratsuchenden sowie Betroffenen.“